# BND-Außenstelle Schöningen
Die BND-Außenstelle Schöningen (frühere (Tarn-)Bezeichnungen: MA10, 3D10, Bundesstelle für Fernmeldestatistik, Funktechnische Versuchsanstalt GmbH) ist eine Außenstelle des Bundesnachrichtendienstes (BND), die auf Signale aus internationalen Kommunikationsnetzen spezialisiert ist. Sie liegt in der Stadt Schöningen (Landkreis Helmstedt) auf dem Höhenzug Elm, verfügt über 19 Antennen und etwa 120 Mitarbeiter. Ähnliche BND-Außenstellen bestehen in Rheinhausen und Bad Aibling.

## Aufgaben
Die BND-Außenstelle Schöningen befasst sich mit der Schwerpunkterfassung und Bearbeitung von über Satelliten geführten Verkehren zu Krisen- und Kriegsregionen wie Afghanistan. Kabelerfassung kann von dort nicht betrieben werden. In geringem Umfang werden der Außenstelle von anderen Bereichen Verkehre zugeroutet. 2006 wurden täglich etwa eine Million Metadaten (z. B. Telefon- und Gerätenummern, Zell-ID, E-Mail-Adressen) erfasst, wobei die Zahlen erheblichen Schwankungen unterliegen. An Inhaltsdaten fallen 300.000 bis 400.000 Mitschnitte pro Tag an, je Bearbeiter sind das rund 200 verfolgte Gespräche und 2000 E-Mails, woraus 50 Berichte für die Zentrale gefertigt werden. Daten werden maximal zehn Jahre gespeichert. Der Bundeswehr werden erfasste Verkehre und Metadaten aus Einsatzländern weitergeleitet. Als Analysemethode wird unter anderem „Call Chaining“ angewandt. In Schöningen werden Metadaten dazu genutzt, die relevanten Verkehre vorzuselektieren, was eine Hauptaufgabe ist.
Die Außenstelle schickt ihre themen- und länderspezifischen Meldungen an die zentrale Nachrichtenbearbeitung, wo nach der weiteren Bearbeitung über eine Übermittlung an externe Stellen entschieden wird. Eine direkte Weitergabe von Daten von der Außenstelle an ausländische Nachrichtendienste, z. B. der National Security Agency, erfolgt nicht. XKeyscore wurde seit Februar 2013 in der Außenstelle getestet. Der Datenschutzbeauftragte des BND ist auch für die Schöninger Außenstelle zuständig. In der Schöninger Außenstelle arbeiten Ingenieure, Nachrichtentechniker, Informatiker und Übersetzer, die regionale Dialekte des Nahen oder Mittleren Ostens verstehen.

## Geschichte
Die Außenstelle besteht seit Ende der 1950er Jahre. Im September 1958 konnte der erste Arbeitsplatz bezogen und der stationäre Betrieb aufgenommen werden. Im Kalten Krieg wurden hauptsächlich die Warschauer-Pakt-Staaten aufgeklärt. Nach dessen Ende konzentrierte man sich auf die weltweite Satellitenaufklärung. Der BND hat die Legendierung der BND-Außenstelle Schöningen als Bundesstelle für Fernmeldestatistik am 6. Juni 2014 aufgegeben.

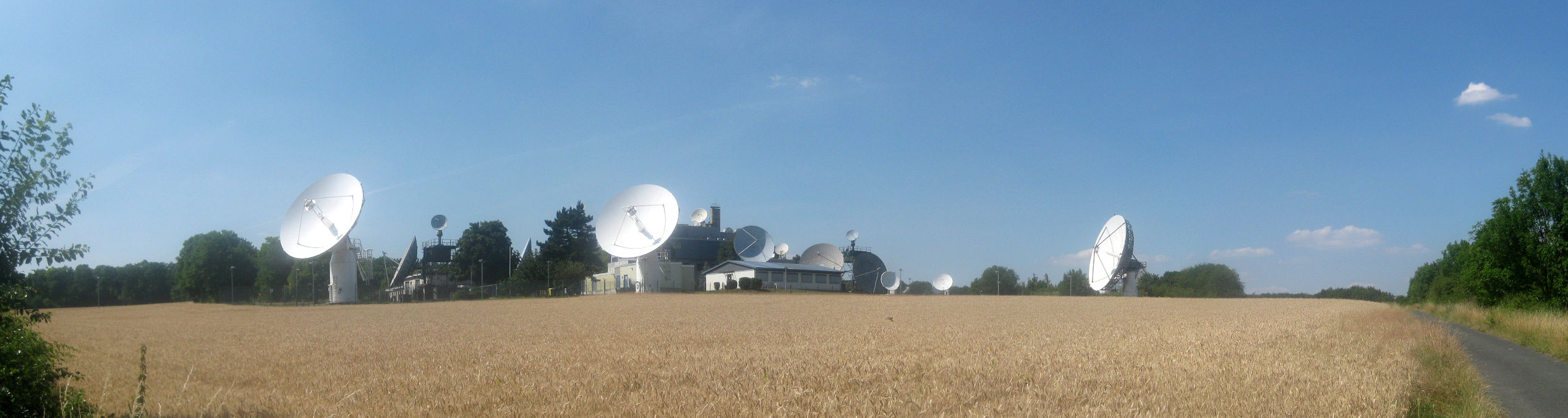
BND-Außenstelle Schöningen